# EC DESAFIO TAIPEI
EC DESAFIO TAIPEI（イーシー・ディザーフィオ・タイペイ）は、台湾台北市に拠点を置くサッカークラブ。
2016年7月8日に台湾と日本のハーフである松下勇亮が根岸翔太と当時のスタッフと立ち上げた台日合同サッカークラブ。U11からスタートしたクラブは、2021年にU18もスタートし、2022年現在8カテゴリーで活動している。2023年に台湾トップリーグ参入戦に出場する予定。2024年に台湾2部リーグ「台乙リーグ」に参入。
クラブ名の『DESAFIO』はポルトガル語で「挑戦」の意味。1544年に、台湾島を見たポルトガル人船員が「FORMOSA（美麗島）」と呼んだ歴史的背景から、ポルトガル語を採用している。

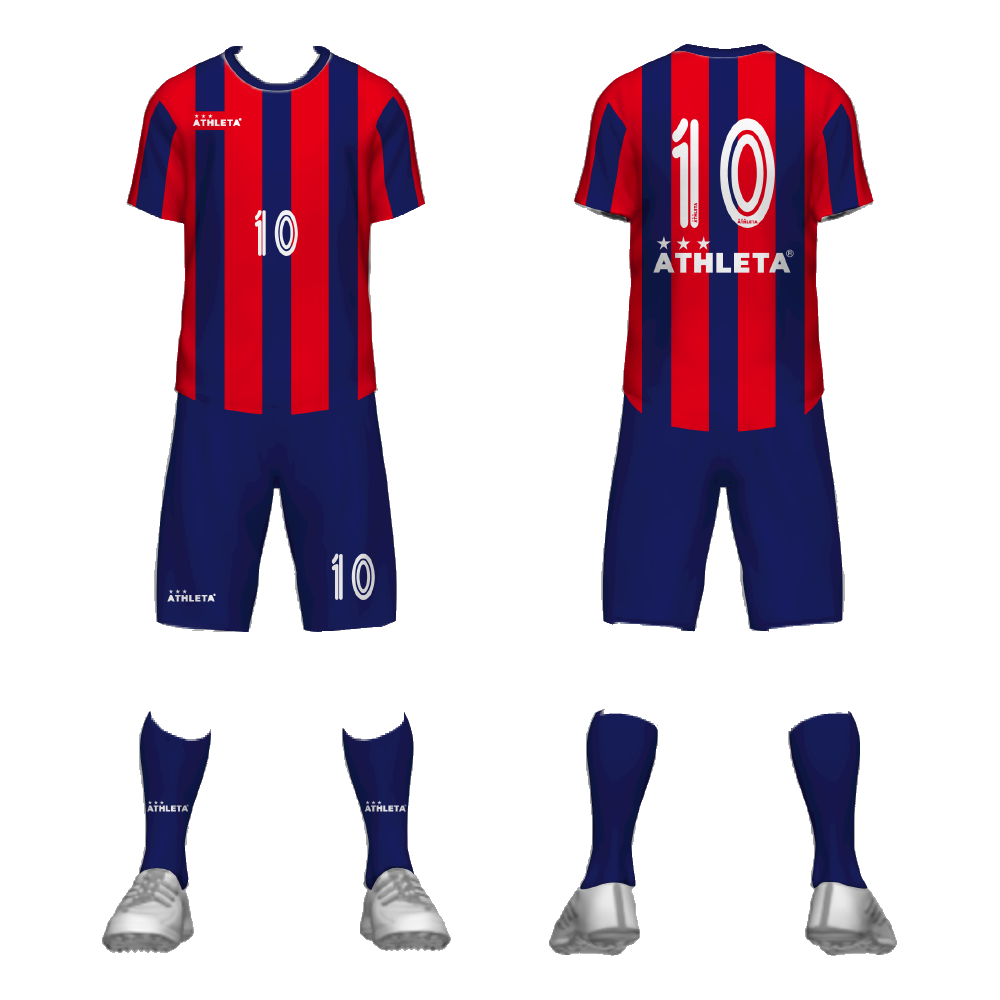
ユニフォーム（ホーム）

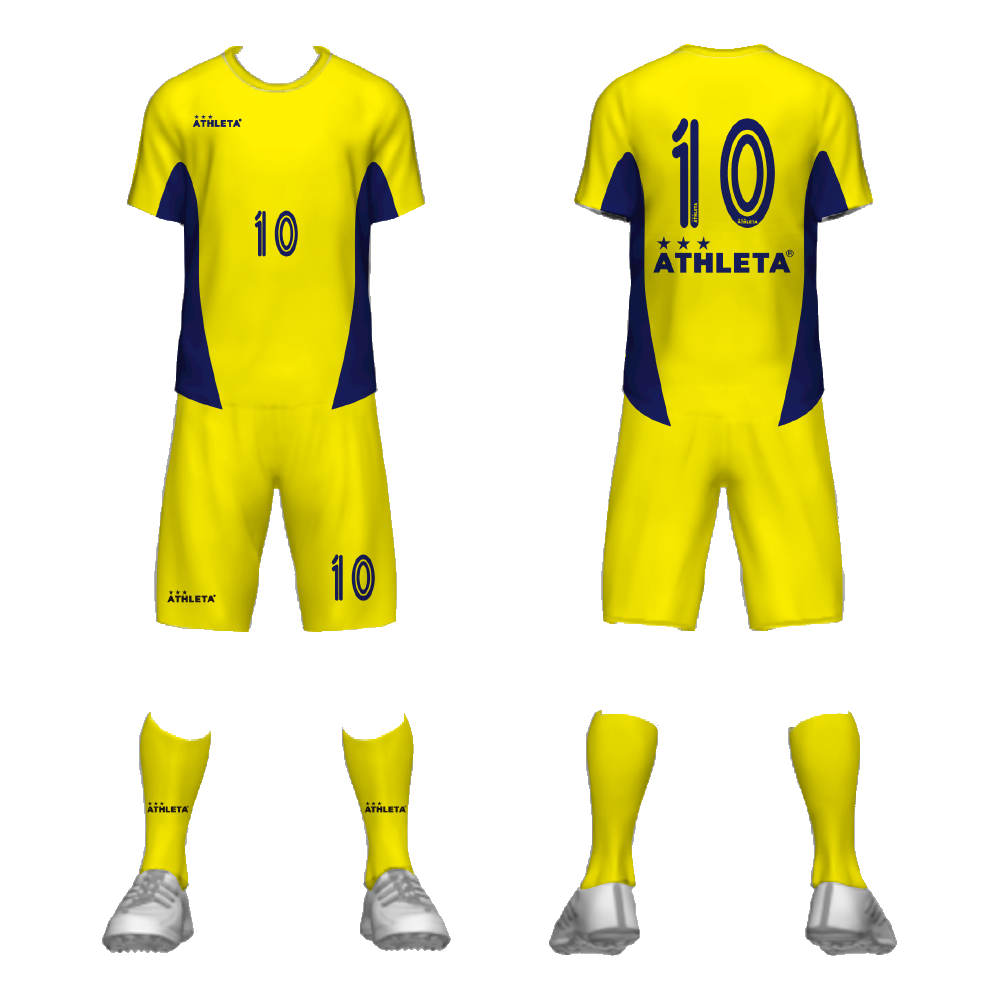
ユニフォーム（アウェイ）

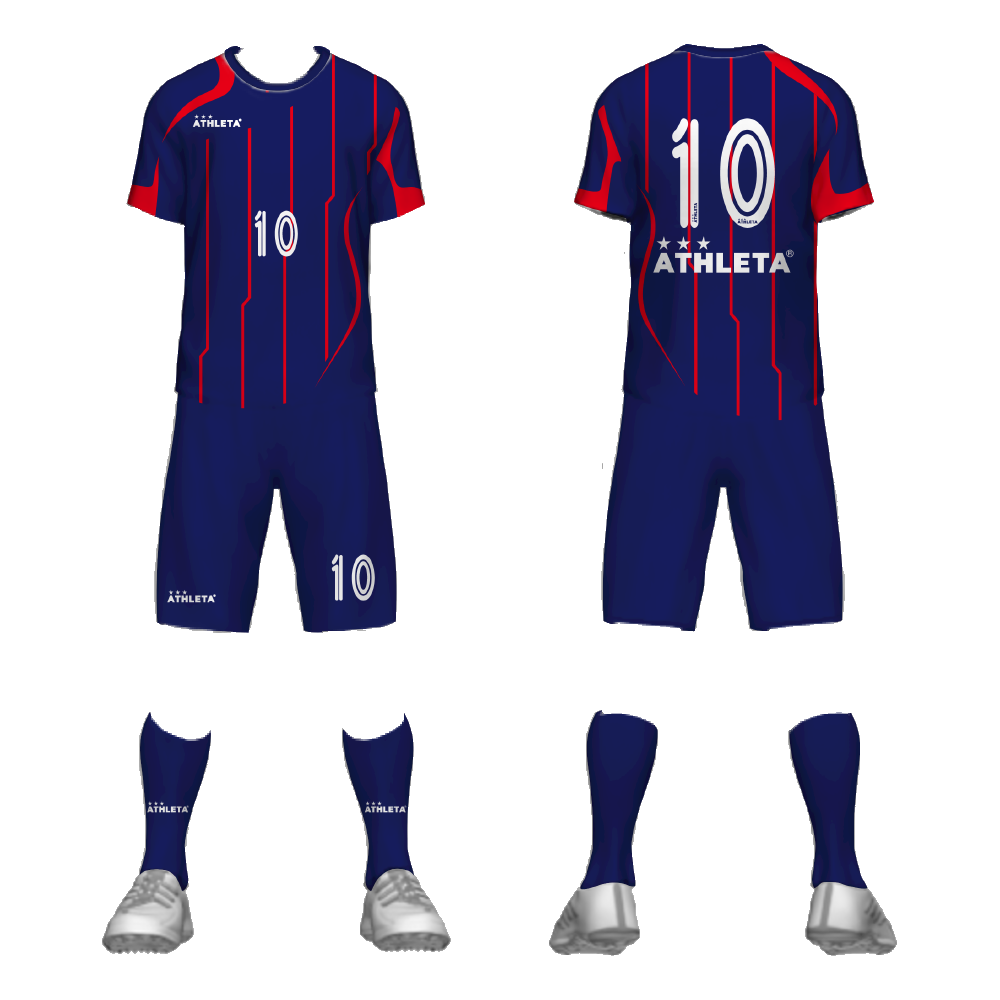
ユニフォーム（プラクティス）

## 歴史
- 2016年 EC DESAFIOを創設
- 2018年 U10&U13 設立
- 2019年 U9&U15 設立
- 2020年 U11&U14  設立

- 2021年 U18 設立
- 2024年 台湾2部リーグ「台乙リーグ」に参戦

## 主なタイトル
中華民国サッカー協会 主催
- 2022 全國少年盃足球錦標賽 冠軍

- 2021 兆豐銀行全國青少年盃足球錦標賽 冠軍
- 2020 台灣青年足球聯賽 U15男組 亞軍
- 2020 第一銀行全國青少年盃足球錦標賽 冠軍
- 2019 全國青少年盃足球錦標賽 亞軍